# Редовни сазив Народне скупштине Књажевине Црне Горе 1908.
1. децембра 1908. године састао се на Цетињу редовни сазив Црногорске Народне скупштине.
Ова скупштина је усвојила буџет за 1909. годину.

## Скупштинско часништво
За предсједника скупштине је изабран Марко Ђукановић, за потпредсједника Мирослав Николић, а за секретаре Сава Драговић и Душан Петровић.